# Вихревая дорожка

Вихревая дорожка

Вихрева́я доро́жка (также доро́жка Ка́рмана в честь Теодора Кармана) — цепочки вихрей, которые наблюдаются при обтекании жидкостью или газом протяжённых цилиндрических тел (или других линейно вытянутых плохо обтекаемых профилей) с продольной осью, перпендикулярной направлению движения сплошной среды.
Отрыв вихрей происходит с двух сторон тела поочерёдно; после срыва вихри образуют две цепочки позади тела, направление вращения вихрей в одной цепочке противоположно направлению вращения в другой.
Явление можно наблюдать лишь при ограниченных значениях числа Рейнольдса (например, для цилиндров диапазон простирается от 47 до 105). Размеры дорожки зависят от размера обтекаемого тела, при этом существует линейная зависимость между шириной дорожки и расстоянием между соседними вихрями.
Как и при всяком турбулентном обтекании, тело испытывает лобовое сопротивление, которое возрастает с увеличением ширины дорожки.

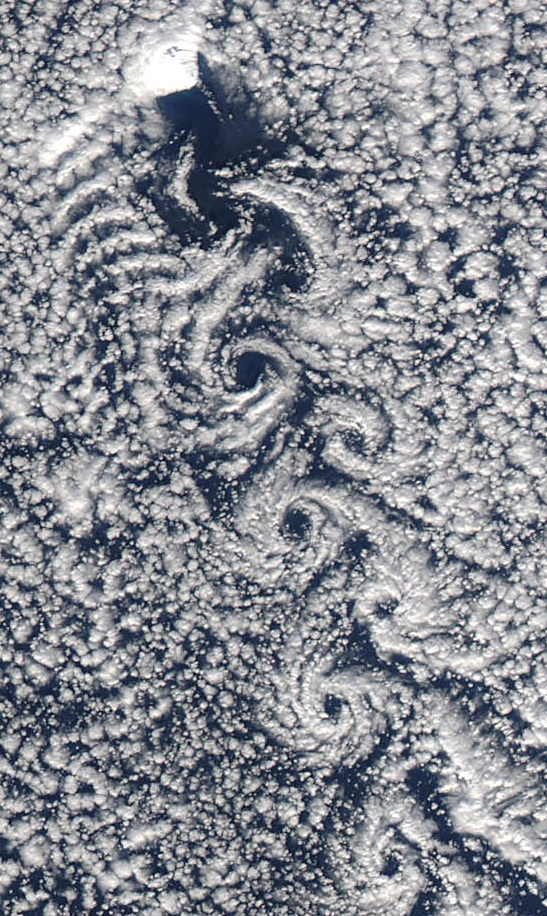
Вихревая дорожка за вулканом Беренберг на острове Ян-Майен в Северной Атлантике 5 апреля 2012 г.

## В технике
Вихревые расходомеры используют тот факт, что частота вихрей f в первом приближении пропорциональна скорости потока v и зависит от безразмерного критерия Sh (число Струхаля) и ширины тела обтекания d:
f = Sh · v / d.
Измерение частоты волн, вызываемых срывом вихрей, позволяет определить скорость потока бесконтактным способом.
Вихревые дорожки также являются причиной колебания струн в эоловой арфе.
Однако по большей части крупномасштабные срывы вихрей вокруг деталей машин и инженерных сооружений представляют собой техническую проблему из-за опасности разрушения конструкции. Например, три из восьми градирен электростанции в Феррибридже разрушились 1 ноября 1965 года из-за срыва вихрей, вызванного ветром со скоростью 130 км/ч (36,1 м/с).
Образованием вихревой дорожки обусловлено раскачивание высотных сооружений — башен, небоскрёбов, дымовых труб. Особенно опасно резонансное раскачивание, при котором частота образования вихрей совпадает или близка к собственной механической частоте горизонтальных колебаний сооружения, что зачастую приводит к разрушению, поэтому при проектировании таких сооружений используют моделирование с помощью продувки макетов в аэродинамических трубах.
Для предотвращения образования вихревой дорожки используются несколько приёмов:
- К обтекаемому телу прикрепляется длинная плоская пластина, расположенная вдоль потока со стороны, противоположной набегающему потоку. Эта пластина предотвращает взаимодействие вихрей, срывающихся по обе стороны цилиндра, и тем самым ослабляет дорожку. Этот приём применим лишь в тех случаях, когда направление потока неизменно по отношению к обтекаемому телу.

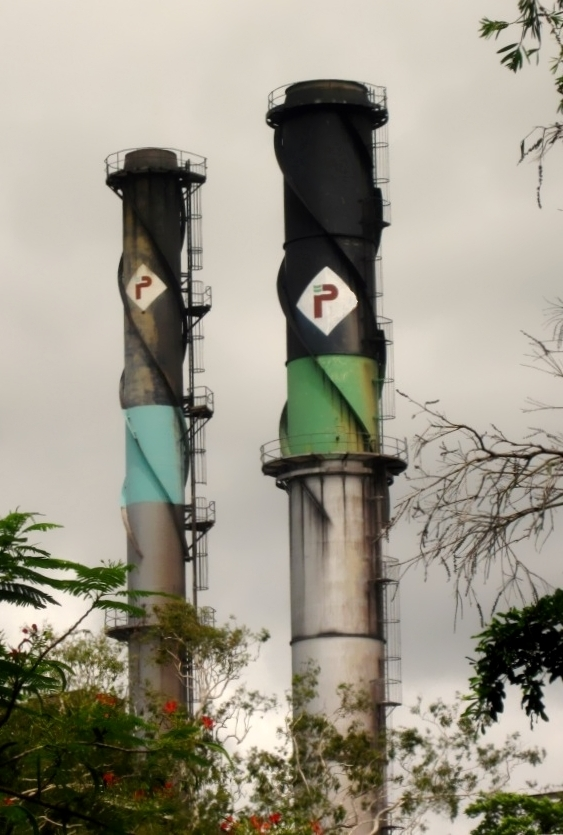
Интерцепторы на дымовых трубах

- На цилиндрические башни добавляются «интерцепторы» — подобие гигантской винтовой резьбы. Эти детали предотвращают образование двумерного потока и поочерёдного срыва вихрей[4]. Аналогичный приём применяется в конструкции автомобильных антенн.
- Диаметр сооружения варьируется по высоте, что приводит к различной частоте срыва вихрей на разных высотах и тем самым позволяет избежать синхронного срыва вихрей по всей высоте сооружения.

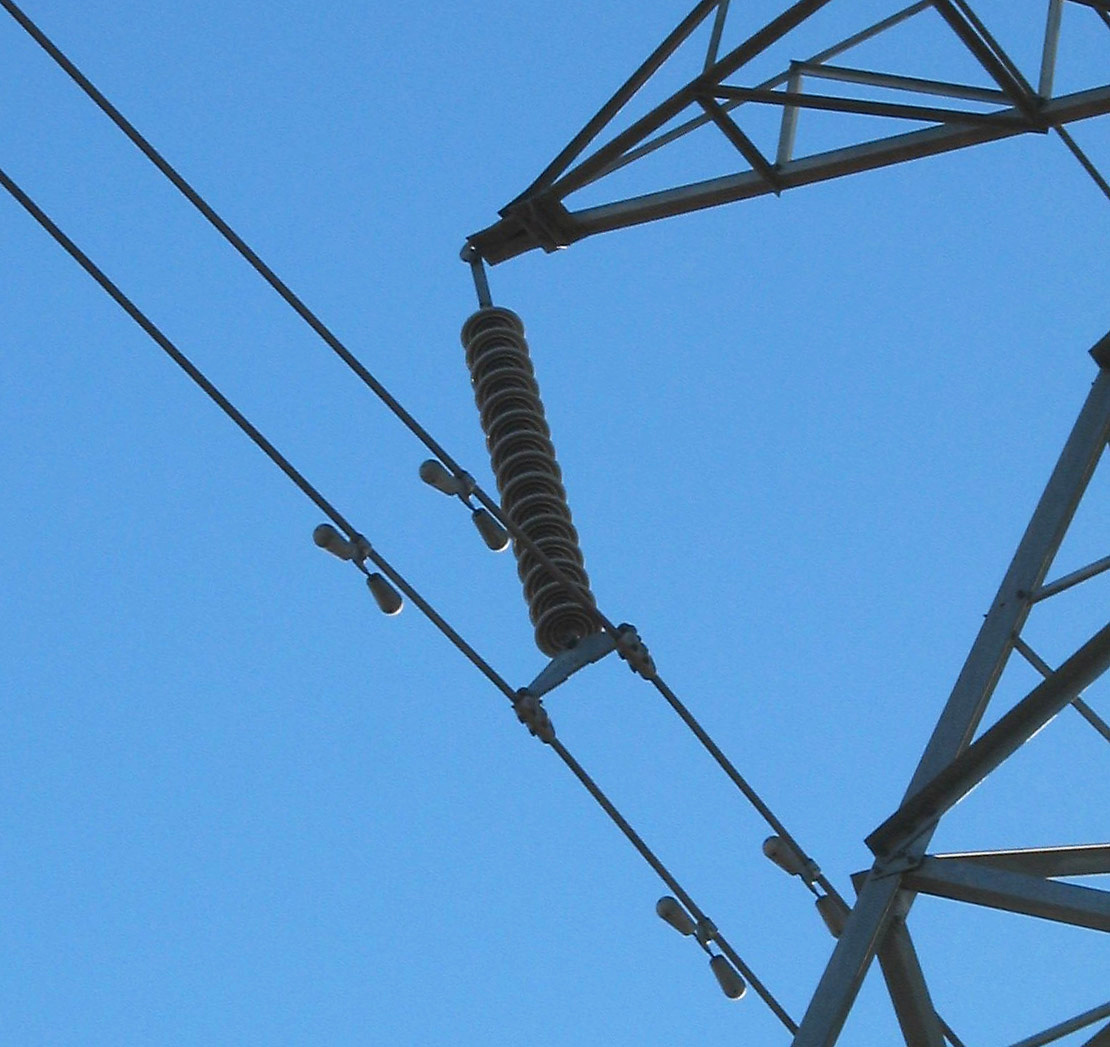
Гантелеобразные гасители вибраций, укреплённые на проводах вблизи изоляторов

В тех случаях, когда невозможно подавить образование вихревой дорожки изменением аэродинамической формы, например, при обтекании ветром проводов линий электропередач, колебания и вибрации проводов, которые приводят к обрывам проводов в местах крепления их к изоляторам, подавляют специальными поглотителями вибраций.

## Дополнительные факты
До Кармана вихревую дорожку обнаружил Н. Е. Жуковский, при исследовании парадокса Дюбуа («О парадоксе Дюбуа», 1891). Он отметил её как цепочку вихрей, образующихся при обтекании потоком воды плоской пластинки, установленной перпендикулярно течению. Внимание было обращено потому, что цепочка вихрей за пластинкой отличалась от наблюдавшейся картины при перемещении самой пластинки в неподвижной воде.